# 波萨德拉韦加
波萨德拉韦加，是西班牙卡斯蒂利亚-莱昂帕伦西亚省的一个市镇。 总面积24平方公里，总人口279人（2001年），人口密度12人/平方公里。